# لهجة يونانية كالابرية

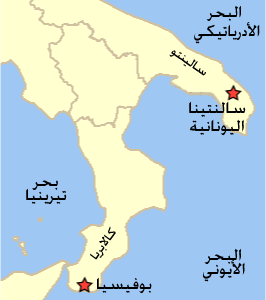
خريطة توضح المناطق المتحدثة بالإغريقو في منطقة سالنتيا اليونانية وبوفيسيا.

اللهجة اليوناينة الكالابرية (بالإيطالية: Dialetto greco-calabro) هي أحد أشكال الإيطالية اليونانية تستعمل في منطقة كالابريا، وذلك على العكس من أشكال الإيطالية اليونانية الأخرى المستخدمة في منطقة سالنتينا اليونانية. وعادة ما يشار إلى هذين الشكلين معا بأسماء مثل يونانية إيطاليوتية (Katoitaliótika) أو إغريقانية أو إغريقو، ومع ذلك فإن كلا منهما هو شكل مختلف عن الآخر وله تاريخ تطور مختلف.
ورد ذكر اللهجة اليونانية الكالابرية في «الكتاب الأحمر» الصادر عن اليونسكو كأحد اللغات المهددة بالاندثار  وكذلك في تقرير «يوروموزايك» الذي درس اللهجة واستنتج أنها مهددة بالاندثار كذلك وأنها لغة أقلية في الاتحاد الأوروبي . وتورد نشرة الإنثنولوغ هذه اللهجة ضمن اللهجات اليونانية الحديثة . وهنالك بعض الشك في الاستنتاج الذي يخلص له الإنثنولوغ وذلك لأن هذه اللهجة كان لها تاريخ تطور مواز ومنفصل عن اليونانية الحديثة منذ اليونان البيزنطية -أو حتى اليونان القديمة- ولذلك فيمكن النظر إلى هذه اللهجة على أنها شقيقة وليست متفرعة منها. وبأخذ هذا التاريخ بعين الاعتبار فإنه من باب أولى اعتبار هذه اللهجة أحد لهجات اليونانية البيزنطية الوسيطة وليس اليونانية الحديثة.
ومع ذلك فإن هذا الشكل من اليونانية لم يشهد فترة نمو معتبرة على مدى تاريخه بل كان يستخدم كلغة للتواصل في أمور الحياة اليومية فقط، ولم يكن له دور يذكر في مجالات الإدارة أو الأدب أو الأمور الكنيسية. ومن هنا، وبالرغم من امتلاكها لخصائص خاصة بها، فإن اعتبار اليونانية الكالابرية لهجة بدلا من لغة ليس بالأمر الخاطئ كلية.

## انتشارها

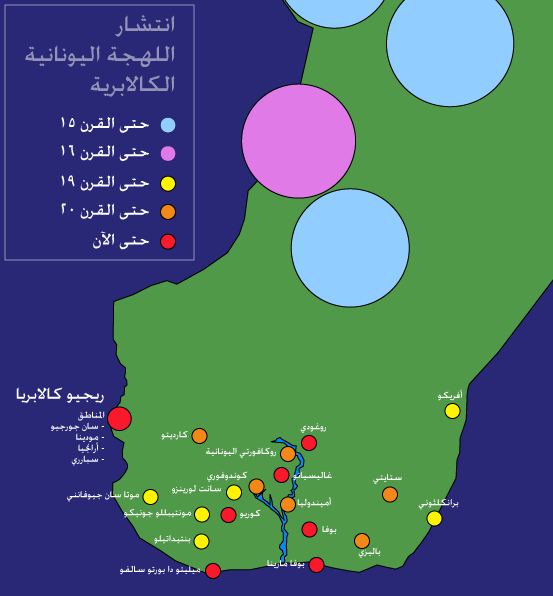
انتشار اللغة اليونانية الكالابرية عبر التاريخ

### انتشارها في الماضي
كانت هذه اللهجة منتشرة في سائر أنحاء جنوب كالابريا إلى ما بين القرنين االخامس عشر والالسادس عشر ميلادي عندما أخذت اللهجة الرومانسية الكالابرانية تحل محلها تدريجيا، ذلك بالرغم من وجود تأثيرات من اليونانية الكالابرية على قواعد وعدد كبير من المفردات. وخلال العصر الأنجي كانت اليونانية منتشرة بشكل واسع في المنطقة ما بين وادي سمينارا وتوريانوفا ومسيما وسهول بورو. وبمعاينة التاريخ يمكن بسهولة رؤية كيف أخذت اليونانية بالاختفاء تدريجيا من مختلف المناطق الكالابرية بدءا من القرن السادس عشر الميلادي وما تلاه.
مع منتصف القرن السادس عشر كانت هذه اللهجة قد اختفت من منطقة بتراس، خصوصا في ديفرسو وتاسي. وفي القرن التالي استمر اندثار اللهجة اليونانية خلال المنطقة الغربية من أسبرمونتي بالقرب من مضيق ميسنا، كما هو الحال في وادي كاتونا ووادي غاليكو. وخلال القرن التاسع عشر الميلادي اختفت هذه اللهجة من مناطق أخرى على ناحية البحر الأيوني من أسبرمونتي.
في السنوات الأولى من القرن العشرين استمر الاندثار حتى شمل بلدات مثل باليزي وستايتي وكارديتو وروكوفورتي اليونانية وأميندوليا وكوندوفري.

### إجراءات القمع الفاشية
أثناء مرحلة حكم الفاشيين لإيطاليا، كانت الأقليات اللسانية لا تشجع على استعمال لغاتها الأمة مما انعكس على استعمال هذه اللهجة أيضا. وفي ثلاثينيات القرن العشرين انتشر بين الناس مصطلح «تبدو يونانيا» للتعبير عن الشخص الأحمق. وسرعان ما صار ينظر إلى هذه اللهجة، حتى من قبل متحدثيها الأصليين، بأنها رمز للتخلف الثقافي كما صار المعلمون يعاقبون الطلاب إذا ما استخدموا هذه اللهجة الغريبة في المدراس.

### انتشارها اليوم
تستخدم اللهجة اليونانية الكالابرية اليوم في تسع بلدات في منطقة بوفيسيا -والتي تعرف أيضا باسم كالابرية اليونانية- من ضمنها بوفا وروغودي وغاليسيانو وكوريو دا روغودي ومدينة ريدجو كالابريا في ضواح سان جورجيو ورايون مودينا. كما تذكر بعض التقارير وجود عدة مئات من متحدثي هذه اللهجة في ضواحي أرانجيا وسباري في ريجيو كالابريا وعدد صغير في مليتو دا بورتو سالفو، بسبب هجرة السكان من روغودي وكوريو بعد الفيضان الذي حدث في عام 1971 م.
يبلغ عدد الذين يستطيعون أن يتكلموا ويفهموا هذه اللهجة حوالي 2,000 شخص، منهم حوالي خمسون بالمئة أعمارهم تقل عن ثلاثة وخمسين عام، وذلك على الرغم من الجهود التي تبذل من قبل الجمعيات الثقافية والوكالات الإدارية. وفي بوفا يدرس العديد اليونانية الحديثة مفضلا إياها على اليونانية الكالابرية.

## خصائصها
لهذه اللغة خصائص كثيرة مشتركة مع اليونانية الحديثة. فكما ورد سابقا، هنالك اختلاف بين اللغويين فيما إذا كانت هذه اللغة عبارة عن لهجة من لهجات اليونانية الوسيطة أو أنها تطورت، كما هو الحال في اليونانية الوسيطة، مباشرة من اليونانية القديمة -وبالتحديد اليونانية الدورية المستخدمة في ماغنا اليونانية- مع وجود بعض التأثير من اليونانية الوسيطة.
يستدل على هذا الأمر عن طريق بعض الأساليب المهجورة في هذه اللغة ووجود بعض الكلمات المشتقة من اليونانية الدورية والتي لم تعد تستعمل في اليونان. وتمتلك هذه اللغة بعض الخصائص المميزة عن اليونانية الحديثة. فعلى سبيل المثال، في العديد من الحالات حذف حرف "s" من أواخر أغلب الكلمات، كما هو الحال في كلمة gaidaros (حمار) التي أصبحت gadaro في اليونانية الكالابرية. كما أن هذه اللهجة لا تستخدم أفعال استقبال وعوض عنها لضرورتها القواعدية بالأفعال المضارعة.
ومن الصفات المهمة لهذه اللغة أنها تستخدم الأبجدية اللاتينية وليس اليونانية.

## الأدب
تندر الأعمال الأدبية في هذه اللغة وتقتصر على بعض كتب الشعر أو التاريخ المحلي أو التقاويم عادة ما تكون مكتوبة بثلاث لغات هي الإيطالية واليونانية الكالابرية واليونانية الحديثة. وكان لعدم وجود جهة مسؤولة عن هذه اللغة ولغياب الأدب بالإضافة إلى كون استخدامها مقصورا على المناطق النائية تأثيرا سلبيا عليها.
في أواخر العقد 1970 م قامت جمعية «جالو تو فوا» (Jalò tu Vúa) بتشكيل مجموعة بحث لإعداد مقاييس معيارية لأساليب تعليم اليونانية الكالابرية ولعمل مسودة منهج لقواعدها ليدرس في المدارس. وقد نشر هذا التقرير بشكل كتيب في عام 1979 م تحت عنوان «شرح بوفا» (La Glossa di Bova).

## الجذور الإنسانية
تجدر الإشارة في هذا المقام إلى حضور الكالابرية في الفلسفات الإنسانية وعصر النهضة. فعادة ما أتت الهيلينية في هذه الفترة عن طريق كالابريا، على الأرجح بسبب التأثير اليوناني. وكان إعادة اكتشاف اليونانية القديمة أمر عسير للغاية لأن هذه اللغة كانت قد اندثرت تقريبا. خلال هذه الفترة كان وجود فلاسفة الإنسانية الكالابريين أو اللاجئون من القسطنطينية أمرا أساسيا.
أثناء تلك الفترة كانت دراسة اليونانية القديمة مقصورة على راهبين اثنين من دير سمينارا وهما بارلام راهب جيراس وتابعه ليونسيو بيلاتو.
كان ليونسيو بيلاتو في الغالب كالابريا يونانيا ولد في ريدجو كالابريا. وكان مدرسا ذا أهمية لليونانية القديمة ومترجما ساعد جوفاني بوكاتشو في ترجمة أعمال هوميروس.

## الغناء
سابقا، لم ينتشر استعمال هذه اللهجة في الغناء ولكن حاليا يوجد بعض الفرق الفلوكلورية التي تغني بهذه اللهجة. ويقام مهرجان سنوي عن الموسيقى اليونانية الكالابرية في بوفا مارينا.

## الوضع الحالي

### إعادة الاكتشاف
أصبح اليونان الكالابريون الشعب المنسي في إيطاليا وأوروبا لدرجة أن شعب وحكومة اليونان لم يكونوا على دراية بوجودهم. كان إعادة اكتشافهم، أو على الأقل زيادة الوعي بهم، نتيجة عمل الفقيه اللغوي الألماني جيرارد رولفس وهو صاحب باع طويل في ما نعرفه عن اليونانية الكالابرية.

### الجمعيات الثقافية
ألهمت جهود رولفس مجموعة من طلاب الجامعة فأصبحوا يتطلعون إلى عرض هذه اللغة على عدد أكبر من الناس عن طريق نشر كتيب عنوانه «لا أيونيكا» (La Ionica). كان هذا أول نشاط منظم يهدف إلى حماية اللغة.
وفي عام 1970 م قامت مجموعة الطلاب هذه بإنشاء جمعية ثقافية بنفس الاسم حولت ذلك الكتيب إلى مجلة دورية تنشر أعمالا شعرية ونثرية بكل من الإيطالية واليونانية الكالابرية. كما قامت المجموعة بالاتصال بمحدثي اليونانية في غرسيا سالنتينا بهدف إنشاء «رابطة متحدثي اليونانية في جنوب إيطاليا» (Union of Greeks of South Italy اختصارا UGIM) ليعملوا معا على الحفاظ على ثنائية اللغة في تلك المنطقة وليطالبوا بالاعتراف بهم رسميا في مجالات مختلفة مثل جعل إشارات المرور ثنائية اللغة كذلك.
أنشأت جمعيات محلية أخرى على طراز «لا أيونيكا» مثل جمعية «الحياة واللغة» (Zoí ce glossa) في ريجيو كالابريا وجمعية «عالم جديد» (Cinurio Cosmó) في بوفا مارينا وغيرها.

### الإعلام
يوجد درويتان باليونانية الكالابرية أحدهما هي «آي ريزا» I Riza وهي ثلاثية اللغة، إيطالية ويونانية كالابرية ويونانية حديثة- تنشرها جمعية Jalò tu Vúa، والأخرى هي CUMELCA. الدورية الأولى تصدر أربع مرات في الشهر في حين تنشر الثانية كل ثلاثة أشهر. تدعم تلك المنشورات ببعض المعونات المالية من المنطقة.
من ناحية أخرى، فلا يوجد حاليا محطة إذاعية تبث بهذه اللغة بسبب الخلاف في المحطات الخاصة. وفي الواقع فقد شهدت الفترة بين 1977 و1984 م ازدهارا في المحطات المحلية التي كان بعضها يبث البرامج بهذه اللغة. ومن تلك المحطات Radio Antenna Don Bosco في بوفا مارينا وRadio San Paolo في ريجيو الكالابرية وRTM في ميلتو دا بورتو سالفو.
أما التلفاز فلم يسبق أن استعملت هذه اللغة فيه.

### التعليم والتوعية
قامت الحكومة اليونانية في أثينا، عن طريق المنظمة الدولية لمتحدثي اليونانية (Associazione Internazionale degli Ellenofoni اختصارا SFEE)، بإقامة علاقات مع «لا أيونكا» وقامت بدعوة اليونان الكالابريين رسميا إلى التجمع السنوي الذي تستضيفه اليونان. عدا عن ذلك فلم تلق «لا أيونكا» دعما من المؤسسات الحكومية الشعبية ولم تلق مشكلة هذه اللغة انتباه إلى في السنوات الأخيرة.
شجعت المنطقة الكالابرية تعليم هذه اللغة، تماشيا مع كان مطبقا بالنسبة للغة الألبانية، تشجيعا لثنائية اللغة. وفي عام 1993 م أنشأت المنطقة المؤسسة المحلية للدراسات اليونانية المتقدمة (Istituto Regionale Superiore di Studi Ellenofoni) ومقرها في بوفا مارينا.
وعلى الرغم من هذا النشاط في البداية لم تحقق تلك البرامج كثيرا من التقدم بسبب نقص المعلمين المؤهلين ولخلو الإدارة نفسها من ثنائية اللغة. التحسينات التي حققت كانت صغيرة جدا فحتى الآن، على سبيل المثال، فقط مدينتي بوفا وبوفا مارينا فيها إشارات مرورية ثنائية اللغة.

### نقاط مهمة
التناقص التدريجي في استعمال اليونانية الكالابرية سببه الرئيسي أن السكان ينظرون إليها على أنها مجرد لهجة، بمعنى آخر، أنها شكل من أشكال التعبير للطبقات السفلى في المجتمع، من سكان المناطق النائية والأميين. كما يعيق استمرارها أيضا عدم وجود استعمال لها في مجالات غير الحياة اليومية.
كانت هذه اللغة محفوظة من الاندثار عندما كان السكان يعيشون منعزلين في جبال أسبرومونتى، فلما هاجروا من تلك المناطق إلى المناطق المأهولة نشأ جيل جديد منهم ليس لديه سوى إلمام بسيط باللغة يشجعهم تعليم المطور على استخدام لغات أخرى كالإيطالية حتى على مستوى الحياة اليومية.
وبالرغم من عمل الجهات الإدارية والتشريعية المحلية على ترويج وجود اليونانية في المدارس والجامعات، إلا أن الفائدة المرجوة منه محدودة بسبب نقص المحاضرين والمعلمين الذين هم على دراية كافية باليونانية الكالابرية.
فتعليم هذه اللغة في المدارس لم يأخذ النمط المتبع في تعليم الطلاب لغة ثانية ولكن تتطرح المادة كمساقات اختيارية على مستوى التعليم الابتدائي، وذلك بفضل الدعم المادي من الحكومة المحلية والمجموعة الأوروبية. وعلى أية حال فما زال عدد الطلاب الدارسين للغة منخفض جدا. أما في المرحلة الثانوية فإن تعليم هذه اللغة غائب تماما وهي المرحلة الأمثل والأكثر عملية، حيث يوجد أيضا جمعيات ثقافية تقدم دروسا في اللغة للبالغين.
لذلك فإن المشكلة الأساسية هي المعرفة المحدودة باللغة من الحياة التعليمية حيث تعلم لغة ثانية ليس إجباريا. وتعرض قلة من الجمعيات الثقافية تعليما إضافيا للخريجين حيث يرجع الفضل في ذلك إلى دعم الجمعية الأوروبية. مثال تلك الجمعيات جمعية Jalò tu Vúa التي قامت أيضا بوضع قواعد للغة اليونانية الكالابرية.
وعلى جميع الأحوال فإن اهتمام الشباب بتعلم اليونانية الحديثة مستمر في التزايد على حساب اللغة اليونانية الكالابرية.

## وصلات خارجية
- (بالإيطالية) كالابريا اليونانية
- (بالإنجليزية) يوروموزايك
- (بالإنجليزية) سيرة ليونزيو بيلاتو